# Solución de continuidad
«Solución de continuidad» es una locución nominal que significa «interrupción», «falta de continuidad» o «pérdida de continuidad». Suele emplearse en forma negativa «sin solución de continuidad», que por oposición quiere decir «sin interrupción» o «de manera continua».

## Usos
Es una expresión relativamente confusa, poco intuitiva, por lo que a menudo se aplica de modo incorrecto con significado opuesto a lo que realmente se desea expresar. Esto sucede incluso en textos universitarios.
La palabra «solución» no se aplica en esta locución bajo las acepciones 2 o 3 del Diccionario de la Real Academia Española  (que son, respectivamente: 2. «Acción y efecto de resolver una duda o dificultad». / 3. «Satisfacción que se da a una duda, o razón con que se disuelve o desata la dificultad de un argumento»), como podría suponerse, sino bajo las acepciones 1 y 8, a saber: 1. «Acción y efecto de disolver». / 8. «Disolución».
Esto se explica porque el uso más habitual de esta expresión se refiere a las heridas y a las cicatrices, que a menudo se definen como soluciones de continuidad en la piel.
La expresión se emplea también en muchos otros ámbitos de expresión. Por ejemplo, en la legislación española se puede leer «El euro sucede sin solución de continuidad y de modo íntegro a la peseta como moneda del sistema monetario nacional». (Artículo 3 . 2 de la Ley 46/1998, del 17 de diciembre, sobre la introducción del euro). De acuerdo a todo lo anteriormente expuesto, esta norma determina que no hay interrupción entre la desaparición de la peseta y la entrada en vigor del euro.
En el contexto de la música, se emplea para referirse a una obra que se interpreta sin interrumpir la música entre movimientos: «Esta obra se interpreta sin solución de continuidad».[cita requerida]